# Chris Foss
Christopher "Chris" F. Foss, né le 16 mars 1946 à Guernesey, est un artiste et illustrateur de science-fiction britannique. Il est surtout connu pour ses couvertures de romans de science-fiction et les illustrations en noir et blanc des éditions originales du manuel d'Alexander Comfort The Joy of Sex (1972).

## Illustrations de science-fiction
Les couvertures de Foss présentent des vaisseaux spatiaux, des machines et des villes richement colorées, souvent illustrées de symboles mystérieux. Les figures humaines en sont généralement absentes. Ces images évoquent la science-fiction en général plutôt que des scènes précises des livres, et ont donc parfois été utilisées pour différents ouvrages. Dans les années 1970, ces images de la technologie du futur ont eu un impact comparables à celles de H. R. Giger pour la description des formes de vies extraterrestres ou à venir.
Durant cette période, les illustrations de Foss ont notamment décoré les couvertures du Cycle de Fondation d'Isaac Asimov en poche, plusieurs romans d'Edmund Cooper et les séries d'Edward Elmer Smith, La Curée des astres et le Cycle du Fulgur. Une partie de ses créations étaient spécifiques aux romans, comme ses couvertures de la fin des années 1980 pour les éditions Grafton des romans de La Geste des Princes-Démons de Jack Vance, Le Prince des étoiles, La Machine à tuer, Le Palais de l'amour, Le Visage du démon et Le Livre des rêves.
Peu fan de science-fiction, Foss lisait rarement les livres qu'il illustrait, préférant peindre des scènes entièrement de sa propre imagination.
En 1975, Foss fut engagé par le réalisateur Alejandro Jodorowsky pour un projet de film d'après le roman de Frank Herbert Dune. Ce projet échoua, mais Foss publia plusieurs de ses études dans son ouvrage 21st Century Foss  (ISBN 90-6332-571-1), avec une préface de Jodorowsky. En 1977, Foss travailla plusieurs mois pour le film Alien (la plupart de ses études n'ont pas été utilisées) et fit aussi des dessins pour la planète Krypton du film Superman. Certaines de ses structures de cristal apparaissent dans le film.
Au cours de cette période, Chris Foss illustra aussi la pochette de l'album Clear Air Turbulence du Ian Gillan Band.
Le peintre Glenn Brown se serait approprié des éléments de scènes spatiales de Foss, dans un cas en les modifiant (Exercise One (for Ian Curtis), 1995) et dans l'autre sans les changer (Dark Angel (for Ian Curtis), 2002). Les titres de ces œuvres renvoient à Ian Curtis, le chanteur du groupe Joy Division (1956-1980).

## Diary of a Spaceperson
En 1990, Foss publia chez Paper Tiger un livre titré Diary of a Spaceperson (litt. « Journal d'une personne de l'espace »,  (ISBN 1-85028-049-5). C'est une compilation de son œuvre à cette date — mais il n'est pas possible de déterminer la date en question, et la préface indique que « le contenu du livre est extrait du journal d'une personne de l'espace » et « que les dates qui y figurent n'ont pas de signification ».
Bien que le livre contienne beaucoup des peintures de Foss, celles-ci ne représentent qu'une petite partie de sa production et le journal fictif lui-même a peu de rapport avec elles, sinon de manière détournée. Il n'y a pas non plus de mention des titres réels ou originaux d'aucune des œuvres (mais beaucoup figurent déjà sur des couvertures de romans de science-fiction).
Le livre présente aussi de nombreux dessins à divers stades de leur réalisation, dont certains apparaissent complets et en peinture ailleurs dans l'ouvrage. En fait, seules certaines images sont peintes, toutes représentant de l'architecture et des objets. Les autres sont des nus et des dessins de femmes.

## The Joy of Sex
Par contraste, les nombreuses illustrations de Foss pour le manuel de sexualité d'Alexander Comfort The Joy of Sex sont d'un style beaucoup plus doux et naturel. Elles sont basées sur des photographies qu'il avait prises dans son atelier de Fulham, à Londres.

## Cinéma
- 1977 : Dune, film avorté d'Alejandro Jodorowsky : vaisseau spatial et véhicule terrestre[4]
- 1978 : Superman de Richard Donner : planète Krypton et décor (non utilisé)[4]
- 1979 : Alien de Ridley Scott : conception du vaisseau spatial Nostromo[4]
- 1980 : Flash Gordon de Mike Hodges : nouvelle conception de la fusée de Flash Gordon[5]
- 1995 : Die Sturzflieger (de) (comédie de science-fiction allemande) : conception du vaisseau spatial[5]
- 2000 : A.I. Intelligence artificielle jusqu'à la mort de Stanley Kubrick en 1999[4]